# Louis Agassiz Museum of Comparative Zoology
Das Louis Agassiz Museum of Comparative Zoology oder Museum of Comparative Zoology (MCZ) ist ein Museum für Zoologie der Harvard University in Cambridge (US-Bundesstaat Massachusetts).
Das Museum wurde 1859 von Louis Agassiz gegründet. Nach dessen Tod 1873 leitete sein Sohn Alexander Agassiz die Einrichtung bis zu seinem Tod 1910. Während Louis Agassiz das Museum noch in der Absicht aufbaute mittels Vergleich die Idealtypen der göttlichen Schöpfung zu finden, hatte sich sein Sohn und Schüler dem darwinistischen Weltbild zugewandt und widmete seine Arbeit der Evolutionsforschung.
Das Museum besteht heute aus zwölf Abteilungen: Biologische Ozeanographie, Entomologie, Herpetologie, Ichthyologie, Mammalogie, Marine Wirbellose, Mollusken, Ornithologie, Paläontologie der Wirbellosen, Paläontologie der Wirbeltiere, Populationsgenetik und Zoologie der Wirbellosen.